# الساندرو رانلوچی
الساندرو رانلوچی (انگلیسی: Alessandro Ranellucci؛ زادهٔ ۲۵ فوریهٔ ۱۹۸۳) بازیکن فوتبال است.
از باشگاه‌هایی که در آن بازی کرده‌است می‌توان به باشگاه فوتبال پرو ورچلی اشاره کرد.